# Methylocystaceae
Die Methylocystaceae sind eine Familie von Bakterien. Hier sind methanotrophe und methylotrophe Mikroben vorhanden, d. h. sie können Verbindungen mit einem (einzigen) Kohlenstoff-Atom (C1-Verbindungen), wie z. B. Methanol (CH3OH), als Kohlenstoffquelle für ihr Wachstum und als Energiequelle nutzen.

## Merkmale
Die Zellform ist je nach Art unterschiedlich. Je nach Art sind sie birnenförmig, vibrioid, nierenförmig oder stäbchenförmig. Sie sind teilweise in Rosetten angeordnet. Die Vermehrung erfolgt durch Knospung oder durch Teilung. Die Arten bilden hitze- und trocknungsbeständige Exosporen. Die Beweglichkeit variiert, wenn vorhanden, werden die Zellen durch ein polares oder subpolares Geißelbüschel angetrieben.

## Stoffwechsel
Die einzelnen Arten der Methylocystaceae sind methano- bzw. methylotroph, sie nutzen Verbindungen mit einem einzigen Kohlenstoffatom wie z. B. Methanol (CH3OH), Ameisensäure (CH2O2) oder Kohlenmonoxid (CO) als Kohlenstoffquelle für Wachstum und als Energiequelle für den Stoffwechsel. Des Weiteren können sie noch Verbindungen mit mehreren C-Atomen, die nicht direkt miteinander verbunden sind, nutzen.
Methanotrophe Bakterien können hierbei auch Methan nutzen und besitzen hierzu das Enzym Methan-Monooxygenase, welches Methan zu Methanol umwandelt. Methylotrophe sind hierzu nicht in der Lage, sie benötigen Substanzen wie z. B. Methanol oder Ameisensäure.
Die Familie Methlocystaceae wird zu den methano- bzw. methylotrophen Bakterien vom Typ II gestellt. Solche Bakterien nutzen Methan und seine Derivate als Kohlenstoffquellen über den Serinweg. Typisch für die Methano- und Methylotrophen vom Typ II sind weiterhin parallel zur Peripherie der Zellwand angeordnete, im Zellinnern liegende (intrazytoplasmatische) Membranen. Bei Hansschlegelia plantiphila wurde zusätzlich zu den Serinweg noch die Nutzung des Ribulose-Bisphosphat-Zyklus (RuBP oder auch Calvin-Zyklus genannt) für die Verwertung der Kohlenstoffverbindungen nachgewiesen. Hansschlegelia ist eingeschränkt fakultativ methylotroph (restricted facultative methylotroph). Fakultativ bedeutet, dass die Bakterien zusätzlich, wenn die Umgebung hierfür günstig ist, auch andere komplexere organischer Verbindungen, wie z. B. verschiedene Zucker, nutzen können. Eingeschränkt bezieht sich darauf, das die Anzahl der nutzbaren komplexeren Stoffe gering ist. H. plantiphila kann je nach Stamm zusätzlich noch Glycerin, Inulin, Succinat, Fumarat und Acetat nutzen.
Es folgt eine Tabelle mit einigen wichtigen Merkmalen (die Daten beziehen sich auf die bis 2013 beschriebenen Arten):
|               | Albibacter      | Hansschlegelia  | Methylocystis          | Methylophila    | Methylosinus          |
| ------------- | --------------- | --------------- | ---------------------- | --------------- | --------------------- |
| Zellform      | stäbchenförmig  | Stäbchen/Kokken | Kokkobazillen/Stäbchen | Stäbchen        | Vibroid, birnenförmig |
| Urease-Test   | +               | +               | unterschiedlich        | +               | unterschiedlich       |
| Oxidase-Test  | Schwach positiv | +               | +                      | +               | +                     |
| Catalase-Test | +               | +               | +                      | unterschiedlich | +                     |

## Ökologie
Die methylotrophen Bakterien erfüllen wichtige ökologische Funktionen. Indem sie Methan und Methanderivate fixieren, sind sie ein wichtiges Glied im globalen Kohlenstoffkreislauf. Diese Bakterien fungieren als biologische Senke für 28–38 Milliarden kg atmosphärischen Methan pro Jahr. Sie fixieren hierbei 10 bis 90 % des von methanogenen (methan-bildenden) Archaeen produzierten Methans, bevor es in die Atmosphäre gelangt. Die methylotrophen und methanotrophen Arten spielen daher eine wichtige Rolle in verschiedenen Umgebungen und tragen zur Reduzierung von atmosphärischem Methan bei.
Methylotrophe Bakterien kommen vor allem in Umgebungen vor, wo ein relativ hoher Methangehalt vorherrscht. Hierzu zählen z. B. Böden von Sumpfgebieten oder ähnliche Böden. Die methylotrophen Bakterien kommen hier vor allem an Übergangszonen vom anoxischen (sauerstofffreien) zu oxischen Bereichen vor. Arten der Gattungen Methylocystis und Methylosinus kommen allerdings auch in gut durchlüfteten Böden (upland soils) vor. Hier ist im Vergleich zu vollständig überfluteten Boden der Sauerstoffgehalt relativ hoch und der Methangehalt geringer. Mit dem Begriff wetland soils werden Böden mit ständiger Wassersättigung, die anoxisch sind, angesprochen. Hierzu zählen z. B. die oben erwähnten Böden von Sumpfgebieten.
Arten von Methylocystis besiedeln auch saure Torfböden. Bei einer Untersuchung wurde gezeigt, das neben Methylocystis spp. auch die zu den Beijerinckiaceae zählende Arten Methylocella spp. und Methylocapsa spp. hier in großen Mengen vorhanden sind.
Arten der Methylocystaceae kommen auch außerhalb des Bodens vor, wie z. B. auf Blättern oder Nadeln. So wurde Hansschlegelia plantiphila u. a. von Fliederknospen, Lindenknospen und Blaufichtennadeln isoliert. Hierbei ist der Methangehalt und der Gehalt an Methanderivaten relativ hoch, da solche Verbindungen auch von der Pflanze ausgeschieden werden. Bei H. plantiphila kann man hierbei von einer Symbiose sprechen. Das Bakterium produziert u. a. das Vitamin B12. Pflanzen können kein B12 synthetisieren können, somit profitiert die Pflanze hiervon. Im Gegenzug bietet die Pflanze dem Bakterium einen Lebensraum und versorgt es mit den für den Stoffwechsel benötigten Verbindungen.
Weitere Arten fungieren als Stickstofffixierer. So sind Stickstofffixierer z. B. bei der Gattung Methylosinus vorhanden. Stickstofffixierende Bakterien nehmen atmosphärischen Stickstoff (N2) auf und bilden daraus für Pflanzen verfügbare Verbindungen, wie z. B. Ammoniak (NH3) oder Ammonium (NH4+). Die Pflanzen selbst können atmosphärischen Stickstoff nicht nutzen. Von daher handelt es sich um eine ökologische sehr wichtige Funktion. Bei Methylosinus geschieht dies mit Hilfe einer sauerstoffempfindlichen Nitrogenase, die in einigen Methylosinus-Stämmen eine Homologie mit den nifH-Genen von Klebsiella pneumoniae aufweisen.
Die Fundorte der einzelnen erstbeschriebenen Bakterienarten sind unterschiedlich, wie z. B. Boden, Sumpf, Blätter von Bäumen oder Grundwasser. Die Erstbeschreibung von Methylocystis heyeri stammt aus dem Teufelssee in Deutschland. Verschiedene Fundorte von Methylocystis parvus sind im Drainagewasser aus einem Kohlebergwerk, Boden, Seeboden, Sumpfschlamm und im Schlamm eines Baches. Methylocystis rosea wurde zuerst im arktischen Feuchtboden in Svalbard, Norwegen gefunden. Methylophila helvetica wurde aus Boden- und Wasserproben in den Niederlanden, Deutschland und der Schweiz isoliert. Albibacter methylovorans wurde zuerst im Grundwasser in der Schweiz gefunden. Das Wasser war mit dem giftigen Stoff Dichlormethan (DCM) kontaktiert. Hansschlegelia plantiphila wurde von Lindenknospen isoliert.

## Mögliche Nutzung
Viele Arten der Methylocystaceae sind bezüglich des Abbaus von Schadstoffen interessant. Von Albibacter methylovorans und  Methylopila helvetica wurde berichtet, dass sie in der Lage sind Dichlormethan (DCM) abzubauen. Hierbei handelt es sich um toxische und potenziell krebserregende Industrieabfälle. Hansschlegelia zhihuaiae wurde wegen der Fähigkeit zum Abbau verschiedener Sulfonylharnstoff-Herbizide näher untersucht. Die Art Methylocystis hirsuta ist in der Lage, aliphatische und aromatische Verbindungen, wie das giftige Naphthalin, abzubauen. Ein Stamm von Methylocystis ist in der Lage, Anthracen abzubauen, eine Verbindung die aus drei annelierten Benzolringen besteht. Verschiedene Stämme von Methylosinus trichosporium, wie M. trichosporium OB3b, können viele verschiedene schädliche Verbindungen nutzen und könnten somit für den Abbau dieser Stoffe genutzt werden. Hierzu zählen verschiedene chlorhaltige, aliphatische Verbindungen, wie die Grundwasserschadstoffe Trichlorethylen, Chloroform und Tetrachlorethylen.

## Systematik
Die Familie Methylocystaceae wurde 2006 eingeführt. Sie gehört zur Ordnung Hyphomicrobiales innerhalb der Klasse der Alphaproteobacteria. Innerhalb der Familie sind methanotrophe Bakterien des Typs II enthalten. Diese Arten sind in der Lage, Methan und seine Derivate als Kohlenstoffquellen über den Serinweg zu nutzen.
Die Gattung Methylocystis ist die Typusgattung. Sie wurde 1970 von Whittenbury und seine Mitarbeiter vorgeschlagen. Sie verglichen über 100 methanverwertende Bakterien und schlugen 5 Gattungen vor: Methylococcus, Methylobacter, Methylomonas, Methylocystis und Methylosinus. Die Einteilung der Bakterien in die 5 vorgeschlagene Gattungen erfolgte u. a. anhand der Morphologie, der gebildeten Ruhestadien und einigen physiologischen Merkmalen.
Im Laufe der Zeit wurden die Gattungen in verschiedene Familien gestellt. Zu Methylococcaceae zählen hiervon nun Methlocystis und Methylosinus (Stand 2023).
Es folgt eine Liste der Arten der Familie (Stand 2023):
- Albibacter Doronina et al. 2001
- Chenggangzhangella Yang et al. 2016
- Hansschlegelia Ivanova et al. 2010
- Methylocystis (ex Whittenbury et al. 1970) Bowman et al. 1993
- Methylopila Doronina et al. 1998
- Methylosinus (ex Whittenbury et al. 1970) Bowman et al. 1993

Bis 2020 zählten noch die Gattungen Terasakiella Satomi et al. 2002 und Pleomorphomonas zu den Methylocystaceae, für diese beiden Gattungen wurden aufgrund von genetischen Untersuchungen eigene Familien (Pleomorphomonadaceae und Terasakiellaceae) aufgestellt.